# Марі Браун
Марі Браун (нід. Marie Braun, 22 червня 1911 — 23 червня 1982) — нідерландська плавчиня.
Олімпійська чемпіонка 1928 року, учасниця 1932 року.
Чемпіонка Європи з водних видів спорту 1927, 1931 років.